# (6678) Seurat
(6678) Seurat (3422 T-3) – planetoida z pasa głównego asteroid okrążająca Słońce w ciągu 4,53 lat w średniej odległości 2,74 j.a. Odkryta 16 października 1977 roku.